# Ломонтит

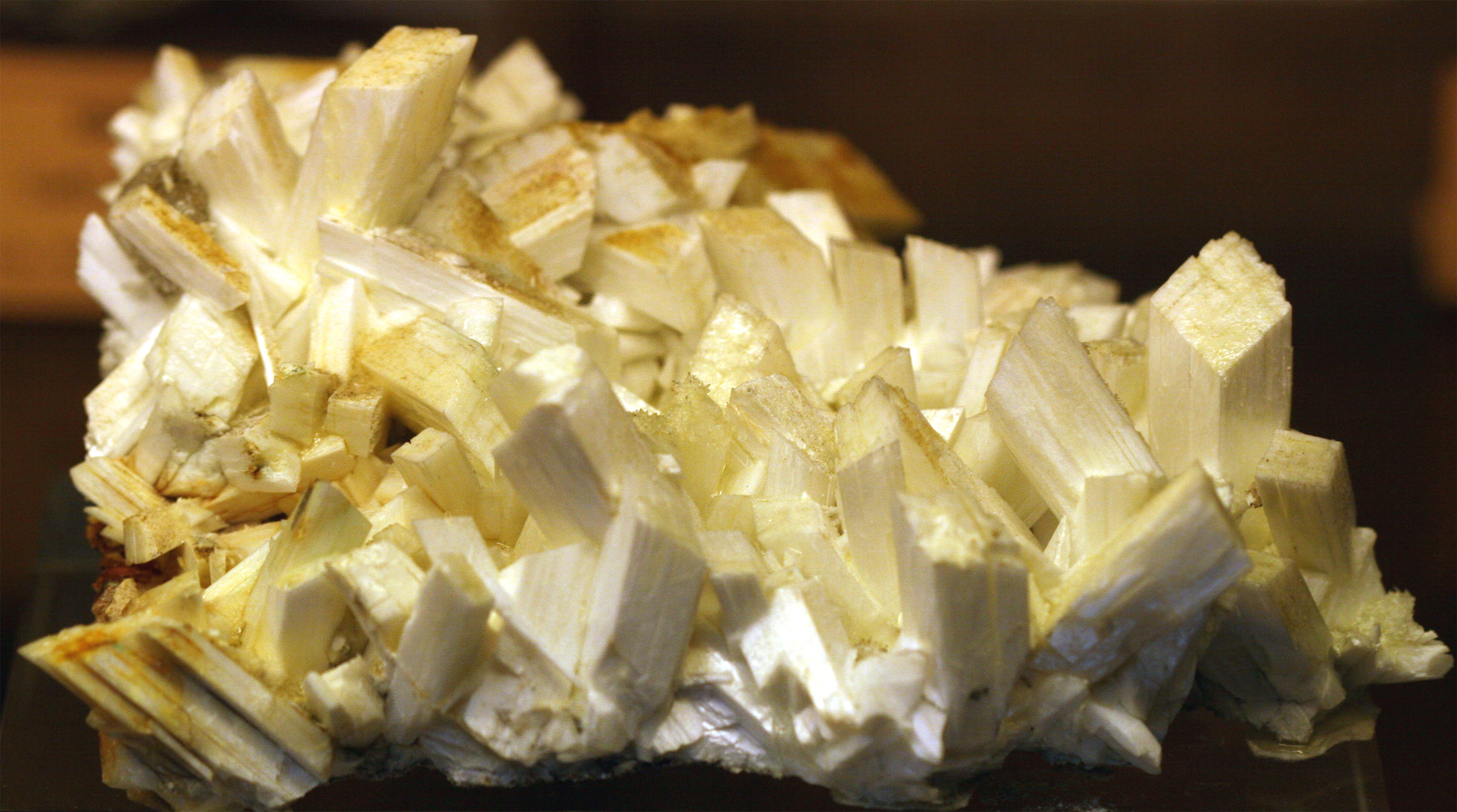
Ломонтит

Ломонтит — мінерал, водний алюмосилікат кальцію каркасної будови, групи цеолітів.

## Загальний опис
Хімічна формула: Ca[AlSi2O6]2·4H2O.
Містить (%): CaO — 11,9; Al2O3 — 21,72; SiO2 — 51,07; H2O — 15,31.
Сингонія моноклінна.
Спайність досконала.
Форми виділення: призматичні кристали і променисті агрегати.
Густина 2,2-2,3.
Твердість 3,0-3,75.
Блиск скляний до перламутрового. Безбарвний.
Колір білий, жовтий, червоний або коричневий. Прозорий до напівпрозорого.
Вперше був знайдений на рудниках Британі (Франція). Зустрічається у жилах і заповнює порожнини в таких вивержених породах як граніт, діорит, діабаз, кварцовий порфір і андезит. Присутній у товщах ґраувакків та туфів Нової Зеландії. Рідкісний. В Україні знайдений у Причорномор'ї.
За прізвищем французького дослідника Г.Ломонта (G. de Laumonte), R.J.Haüy, 1808.

## Різновиди
Ломонтит ванадіїстий — різновид ломонтиту, який містить до 2,5 % V2O5.